# Jean de Heinzelin
Jean de Heinzelin de Braucourt (6 agosto 1920 – 4 novembre 1998) è stato un geologo belga, attivo principalmente in Africa.

## Biografia
Ha lavorato nelle università di Gand e Bruxelles. Ha guadagnato fama internazionale nel 1960, anno in cui ha scoperto l'Osso d'Ishango durante una campagna di esplorazione in quello che fu il Congo Belga. Dopo vari studi, la sua origine è stata datata da 10.000 sino a circa 20.000 anni a.C.
Pittore amatoriale, vicino agli impressionisti belgi, ha lasciato in eredità la sua collezione di dieci tele di Louis Crépin al Museo Charlier di Bruxelles.

## Opere
- (FR) Jean de Heinzelin, L'industrie du site paléolithique de Maisières-Canal, Imprimerie  Hayez, 1973.
- (FR) Jean de Heinzelin, Manuel de typologie des industries lithiques, Commission Administrative du Patrimoine de l'Institut Royal des Sciences Naturelles de Belgique, 1962.
- (FR) Jean de Heinzelin, Le Paléolithique aux abords d'Ishango, Imprimerie  Hayez, 1961.
- (FR) Jean de Heinzelin, Principes de diagnose numérique en typologie, Acad., 1959.
- (FR) Jean De Heinzelin, Les fouilles d'Ishango, Institut des parcs nationaux du Congo belge, 1957.
- (FR) Jean de Heinzelin, Sols, paléosols et désertifications anciennes dans le secteur nord-oriental du bassin du Congo, Imprimerie  Hayez, 1952.
- (FR) Jean de Heinzelin de Braucourt, Stratigraphie Pliocène et quaternaire observée au Kruisschans, Institut  Royal des Sciences Naturelles de Belgique, 1950.